# Bisbat de Chanthaburi
El bisbat de Chanthaburi (tailandès: เขตมิสซังจันทบุรี; llatí: Dioecesis Chanthaburiensis) és una seu de l'Església catòlica a Església catòlica a Tailàndia, sufragània de l'arquebisbat de Bangkok. Al 2019 tenia 54.846 batejats d'un total de 5.056.005 habitants. Està regida pel bisbe Silvio Siripong Charatsri.

## Territori
El bisbat comprèn les províncies tailandeses de Chanthaburi, Chonburi, Prachinburi, Rayong, Sa Kaeo i Trat, a més de la part de la província de Chachoengsao a l'est del riu Bang Pa Kong, i la de Nakhon Nayok llevat del districte de Ban Na.
La seu episcopal és la ciutat de Chanthaburi, on es troba la catedral de la Immaculada Concepció.
El territori s'estén sobre 34.000 km² i està dividit en 40 parròquies.

## Història
El vicariat apostòlic de Chanthaburi va ser erigit l'11 de maig de 1944 mitjançant la butlla Quo in Thailändensi del papa Piux XII, prenent el territori del vicariat apostòlic de Bangkok (avui arxidiòcesi).
El 18 de desembre de 1965 el vicariat va ser elevat a diòcesi en virtut de la butlla Qui in fastigio del papa Pau VI.
El 2 de juliol de 1969, per efecte del decret Cum Excellentissimus de la Congregació per a l'Evangelització dels Pobles, assumí el nom actual de diòcesi de Chanthaburi.

## Cronologia episcopal
- Giacomo Luigi Cheng † (11 de maig de 1944 - 14 d'abril de 1952 mort)
- Francis Xavier Sanguon Souvannasri † (8 de gener de 1953 - 3 d'abril de 1970 renuncià[1])
- Lawrence Thienchai Samanchit (3 de juliol de 1971 - 4 d'abril de 2009 jubilat)
- Silvio Siripong Charatsri, des del 4 d'abril de 2009

## Estadístiques
A finals del 2019, el vicariat apostòlic tenia 54.846 batejats sobre una població de 5.056.005 persones, equivalent a l'1,1% del total.
| any  | població | població  | població | sacerdots | sacerdots       | sacerdots       | sacerdots             | diàques | religiosos | religiosos | parroquies |
| ---- | -------- | --------- | -------- | --------- | --------------- | --------------- | --------------------- | ------- | ---------- | ---------- | ---------- |
| any  | batejats | total     | %        | total     | clergat secular | clergat regular | batejats por sacerdot | diàques | homes      | dones      |            |
| 1950 | 12.380   | 3.200.734 | 0,4      | 20        | 20              |                 | 619                   |         |            | 67         | 16         |
| 1969 | 21.079   | 1.464.629 | 1,4      | 43        | 37              | 6               | 490                   |         | 34         | 172        | 17         |
| 1980 | 25.588   | 2.987.000 | 0,9      | 45        | 40              | 5               | 568                   |         | 34         | 196        | 26         |
| 1990 | 28.251   | 3.190.000 | 0,9      | 62        | 49              | 13              | 455                   |         | 36         | 177        | 38         |
| 1999 | 30.856   | 4.064.872 | 0,8      | 74        | 61              | 13              | 416                   |         | 36         | 189        | 50         |
| 2000 | 31.155   | 4.128.389 | 0,8      | 75        | 63              | 12              | 415                   |         | 39         | 196        | 41         |
| 2001 | 31.384   | 4.165.818 | 0,8      | 85        | 71              | 14              | 369                   |         | 38         | 191        | 41         |
| 2002 | 31.178   | 4.228.388 | 0,7      | 88        | 73              | 15              | 354                   |         | 43         | 194        | 41         |
| 2003 | 37.914   | 4.286.475 | 0,9      | 89        | 74              | 15              | 426                   |         | 33         | 196        | 41         |
| 2004 | 38.880   | 4.333.797 | 0,9      | 88        | 74              | 14              | 441                   |         | 30         | 200        | 41         |
| 2006 | 37.149   | 4.445.881 | 0,8      | 95        | 78              | 17              | 391                   |         | 57         | 207        | 42         |
| 2013 | 42.952   | 4.663.709 | 0,9      | 92        | 74              | 18              | 466                   |         | 155        | 191        | 40         |
| 2016 | 45.831   | 4.903.106 | 0,9      | 96        | 79              | 17              | 477                   |         | 148        | 157        | 40         |
| 2019 | 54.846   | 5.056.005 | 1,1      | 94        | 77              | 17              | 583                   |         | 119        | 158        | 40         |